# The Missing Notebook Rhymes
The Missing Notebook Rhymes — сборник неизданных треков британо-американского репера MF Doom, выходивший с 7 августа по 27 сентября. Альбом должен был выпускаться на сайте канала Adult Swim, пополняя треклист каждую неделю по одному треку в течение 15 недель. Ранее Doom сотрудничал с Adult Swim в составе Danger Doom. Проект пришлось остановить 27 сентября из-за того, что некоторые треки были фитами с другими артистами, с которыми о распространении музыки никто не договаривался.

## Список композиций
| №                   | Название                        | Длительность |
| ------------------- | ------------------------------- | ------------ |
| 0.                  | «Notebook 00 - Negus»           | 3:06         |
| 1.                  | «Notebook 01 - True Lightyears» | 2:25         |
| 2.                  | «Notebook 02 - Doomsayer»       | 2:01         |
| 3.                  | «Notebook 03»                   | 3:03         |
| 4.                  | «Notebook 04»                   | 2:29         |
| 5.                  | «Notebook 05 - No Refunds»      | 1:24         |
| 6.                  | «Notebook 06 - Pause Tape»      | 1:10         |
| Общая длительность: | Общая длительность:             | 15:38        |

### Другие появления
Notebook 00 — Negus появляется в посмертном альбоме Шона Прайса 2017 года Imperius Rex, который был выпущен через день после релиза на Missing Notebook Rhymes
Notebook 01 — True Lightyears должен был появиться на реюнион альбоме KMD Crack In Time , который до сих пор не выпущен
Куплет из трека Notebook 03 позже появится в песне Belize Danger Mouse 2022 года
Notebook 06 — Pause Tape (Remix) — отрывок из песни супергруппы JJ Doom Pause Tape, выпущенной на Bookhead EP в 2014 году, который обрывается прямо перед началом куплета Jneiro Jarel

## Невышедшие треки
После отмены продолжения сборника, 8 из 15 треков не были выпущены. Фанаты Думилье желали услышать не вошедшие редкие записи . Это заставило фанатов искать в интернете недостающие песни. Спустя три недели после отмены проекта было обнаружено, что ранее неиспользуемая страница Doom на SoundCloud внезапно начала загружать новые песни, первой из которых был ремикс Young Guru на трек Missing Notebook Rhymes «Notebook 02 — Doomsayer». Всего было загружено восемь новых треков, которые, по мнению многих, являются восемью недостающими треками альбома

### Предположительный полный трек лист
| №   | Название                        | Длительность |
| --- | ------------------------------- | ------------ |
| 0.  | «Notebook 00 - Negus»           | 3:06         |
| 1.  | «Notebook 01 - True Lightyears» | 2:25         |
| 2.  | «Notebook 02 - Doomsayer»       | 2:01         |
| 3.  | «Notebook 03»                   | 3:03         |
| 4.  | «Notebook 04»                   | 2:29         |
| 5.  | «Notebook 05 - No Refunds»      | 1:24         |
| 6.  | «Notebook 06 - Pause Tape»      | 1:10         |
| 7.  | «DoomsayerSlayer.GuMix»         | 2:20         |
| 8.  | «Masquatch»                     | 1:50         |
| 9.  | «Hydrochloric Acid»             | 2:10         |
| 10. | «Highs and Lows»                | 4:38         |
| 11. | «In the Streets»                | 4:22         |
| 12. | «Chinatown Wars»                | 3:40         |
| 13. | «Reign... in the Subway»        | 2:25         |
| 14. | «Lil Mufukuz»                   | 2:45         |

### Другие появления
Notebook 00 — Negus появляется в посмертном альбоме Шона Прайса 2017 года Imperius Rex, который был выпущен через день после релиза на Missing Notebook Rhymes
Notebook 01 — True Lightyears должен был появиться на реюнион альбоме KMD Crack In Time , который до сих пор не выпущен
Куплет из трека Notebook 03 позже появится в песне Belize Danger Mouse 2022 года
Notebook 06 — Pause Tape (Remix) — отрывок из песни супергруппы JJ Doom Pause Tape, выпущенной на Bookhead EP в 2014 году, который обрывается прямо перед началом куплета Jneiro Jarel
DoomsayerSlayer.GuMix — это ремикс Young Guru на Notebook 02 — Doomsayer
Masquatch был создан для видеоигры Grand Theft Auto V 2013 года
Hydrochloric Acid — отрывок из песни WestSide Gunn и MF Doom 2 Stings, выпущенной на мини-альбоме WestSide Doom 2017 года
Highs and Lows первоначально появился в 2015 году как бонус-трек в подарочном издании одноимённого альбома PRhyme
In the Streets изначально появилась на микстейпе Басты Раймса 2015 года The Return of the Dragon: The Abstract Went On Vacation
Chinatown Wars был создан для видеоигры 2009 года Grand Theft Auto: Chinatown Wars
Reign… in the Subway — отрывок из трека Czarface и MF Doom Nautical Dept", выпущенного на альбоме 2018 года Czarface Meets Metal Face
Lil Mufukuz также появился в альбоме Dabrye 2018 года Three/Three